# 藤山村
藤山村（ふじやまそん）は、かつて山口県厚狭郡に存在した村。
1931年8月1日に宇部市との編入合併で消滅した。現在は宇部市の一地域となっている。地元住民の間では旧藤山村の区域は藤山区と呼ばれており、藤山ふれあいセンター（市出張所）が置かれている。

## 地理
- 工業地帯が広がる。

## 歴史
- 1889年（明治22年）4月1日 - 町村制の施行により、中山村・藤曲村の区域をもって発足。
- 1931年（昭和6年）8月1日 - 宇部市に編入。同日藤山村廃止。

## 経済

### 産業
農業
『大日本篤農家名鑑』によれば、藤山村の篤農家は伊藤、西村、金下、河村、名和田などがいた。

## 出身人物
- 秋田寅之介（旧姓・秋富、衆議院議員、下関市会議員、秋田商会社長） - 秋田松次郎の養子、秋田三一の養父である[2]。
- 秋富久太郎（秋田商会木材社長） - 秋田寅之介の兄である[3]。